# 4a etapa del Tour de França de 2014
La 4a etapa del Tour de França de 2014 es disputà el dimarts 8 de juliol de 2014 sobre un recorregut de 163,5 km entre les ciutats franceses de Le Touquet-Paris-Plage i Lilla.
L'alemany Marcel Kittel (Giant-Shimano) tornà a imposar-se en l'esprint final, amb la que era la seva tercera victòria d'etapa de quatre disputades. La victòria fou la més ajustada de les tres guanyades fins al moment, amb Alexander Kristoff (Team Katusha) i Arnaud Démare (FDJ) en segona i tercera posició respectivament. No es produí cap canvi significatiu en les diferents classificacions, però si destacà la no partença del vencedor de l'edició del 2010, el luxemburguès Andy Schleck (Trek Factory Racing).

## Recorregut
Etapa bàsicament plana, amb sols dues petites cotes de quarta categoria durant el recorregut (km 34 i 117,5), que comença a la costa del canal de la Mànega, a Le Touquet-Paris-Plage. Des d'aquest punt la ruta es dirigeix cap a l'interior, a Saint-Omer i la frontera belga, la qual ressegueixen fins a l'àrea metropolitana de Lilla, per finalitzar a Villeneuve-d'Ascq. L'únic esprint del dia està situat a Cassel, al quilòmetre 92.

## Desenvolupament de l'etapa

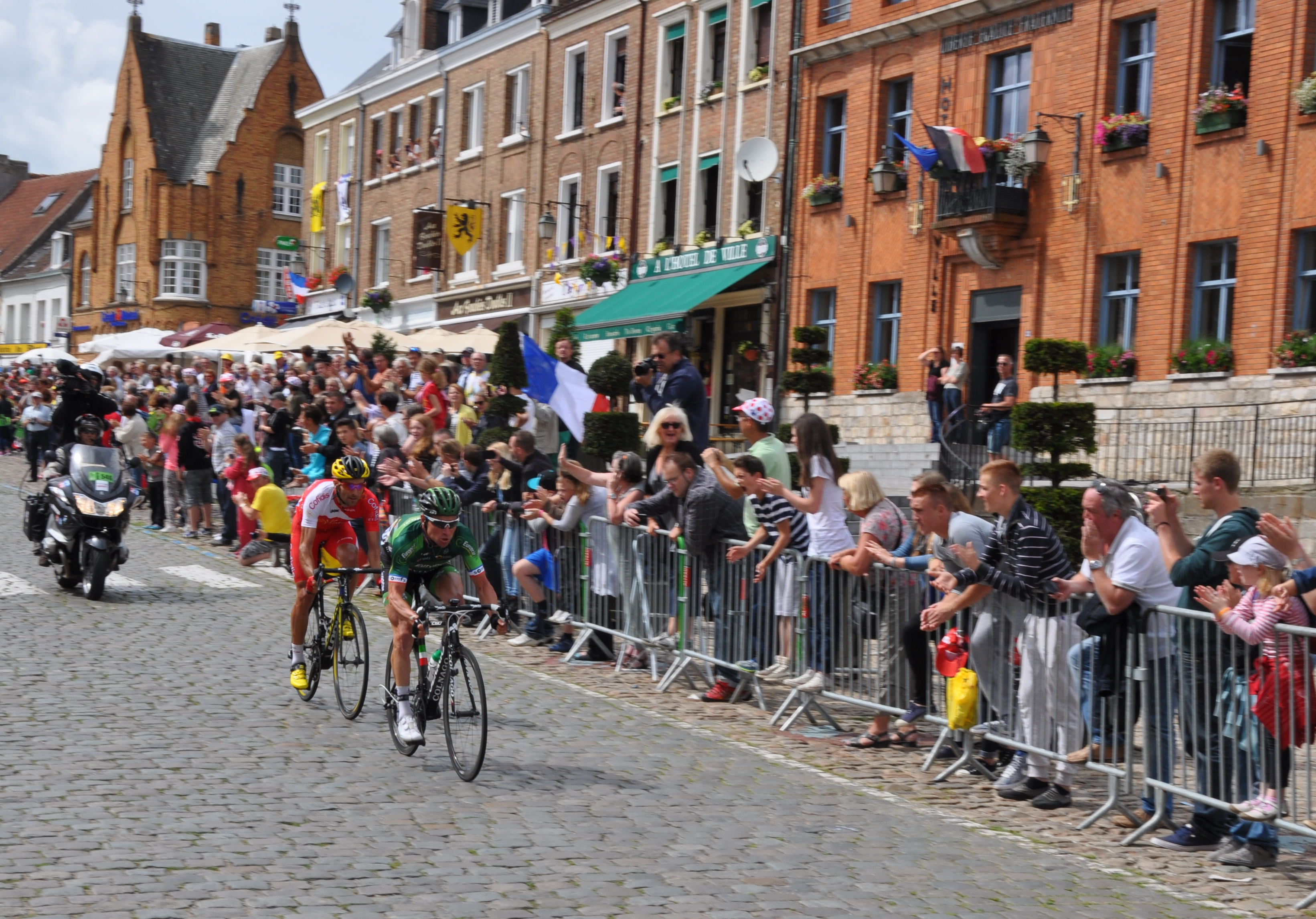
Thomas Voeckler al pas per l'esprint de Cassel, seguit per Luis Ángel Maté amb més d'un minut sobre el gran grup.

Només iniciar-se l'etapa es produí l'escapada del dia, formada per Thomas Voeckler (Team Europcar) i |Luis Ángel Maté (Cofidis). Poc després Chris Froome (Team Sky), Bauke Mollema (Belkin Pro Cycling Team) i Ion Izagirre (Team Sky) es veieren involucrats en una caiguda, sent Froome el més perjudicat amb cops i rascades per tot el cos. Aquesta caiguda beneficià els escapats, els quals incrementaren les diferències fins als 3' 30" al quilòmetre 50. Els homes del Giant-Shimano i el Lotto-Belisol passaren a comandar el gran grup per controlar les diferències. Maté fou el primer en la primera cota del dia, i Voeckler en l'únic esprint del dia, amb Peter Sagan (Cannondale), tercer, donant pas al gran grup. L'impuls del gran grup va fer que aquest perdés unitats i durant uns quilòmetres Michał Kwiatkowski (Omega Pharma-Quick Step) quedà endarrerit. Mentrestant Maté patí una punxada i fou reintegrat al gran grup, ja que aquest es trobava a poc més de mig minut rere seu. Voeckler tornà a augmentar les diferències i al pas per la segona cota del dia era d'1' 30", però el gran grup l'acabà neutralitzant a manca de 16 quilòmetres per l'arribada. En els darrers quilòmetres diverses caigudes, amb Greg Henderson (Lotto-Belisol) com a principal perjudicat, impediren l'organització de l'esprint i Alexander Kristoff (Team Katusha) va estar a punt de sorprendre a Marcel Kittel (Giant-Shimano), el qual va haver de recuperar des del darrere per guanyar en el darrer instant la seva tercera etapa en la present edició, setena del seu compte particular. En les diverses classificacions no es produí cap canvi significatiu.

## Resultats

### Classificació de l'etapa
|    | Ciclista                 | Equip                   | Temps      |
| -- | ------------------------ | ----------------------- | ---------- |
| 1  | Marcel Kittel (GER)      | Giant-Shimano           | 3h 36' 39" |
| 2  | Alexander Kristoff (NOR) | Team Katusha            | m. t.      |
| 3  | Arnaud Démare (FRA)      | FDJ                     | m. t.      |
| 4  | Peter Sagan (SVK)        | Cannondale              | m. t.      |
| 5  | Bryan Coquard (FRA)      | Team Europcar           | m. t.      |
| 6  | André Greipel (GER)      | Lotto-Belisol           | m. t.      |
| 7  | Mark Renshaw (AUS)       | Omega Pharma-Quick Step | m. t.      |
| 8  | Danny van Poppel (NED)   | Trek Factory Racing     | m. t.      |
| 9  | Davide Cimolai (ITA)     | Lampre-Merida           | m. t.      |
| 10 | Daniel Oss (ITA)         | BMC Racing Team         | m. t.      |

### Punts atribuïts
| 1r  | Thomas Voeckler (FRA)       | Team Europcar           | 20 pts |
| 2n  | Luis Ángel Maté (ESP)       | Cofidis                 | 17 pts |
| 3r  | Peter Sagan (SVK)           | Cannondale              | 15 pts |
| 4t  | Marco Marcato (ITA)         | Cannondale              | 13 pts |
| 5è  | Bryan Coquard (FRA)         | Team Europcar           | 11 pts |
| 6è  | Adam Hansen (AUS)           | Lotto-Belisol           | 10 pts |
| 7è  | Jurgen Van den Broeck (BEL) | Lotto-Belisol           | 9 pts  |
| 8è  | Tony Martin (GER)           | Omega Pharma-Quick Step | 8 pts  |
| 9è  | Michele Scarponi (ITA)      | Astana Qazaqstan Team   | 7 pts  |
| 10è | Rafał Majka (POL)           | Team Tinkoff-Saxo       | 6 pts  |
| 11è | Michał Kwiatkowski (POL)    | Omega Pharma-Quick Step | 5 pts  |
| 12è | Geraint Thomas (GBR)        | Team Sky                | 4 pts  |
| 13è | Alberto Contador (ESP)      | Team Tinkoff-Saxo       | 3 pts  |
| 14è | Christopher Froome (GBR)    | Team Sky                | 2 pts  |
| 15è | Vincenzo Nibali (ITA)       | Astana Qazaqstan Team   | 1 pt   |

| 1r  | Marcel Kittel (GER)      | Giant-Shimano                | 45 pts |
| 2n  | Alexander Kristoff (NOR) | Team Katusha                 | 35 pts |
| 3r  | Arnaud Démare (FRA)      | FDJ                          | 30 pts |
| 4t  | Peter Sagan (SVK)        | Cannondale                   | 26 pts |
| 5è  | Bryan Coquard (FRA)      | Team Europcar                | 22 pts |
| 6è  | André Greipel (GER)      | Lotto-Belisol                | 20 pts |
| 7è  | Mark Renshaw (AUS)       | Omega Pharma-Quick Step      | 18 pts |
| 8è  | Danny van Poppel (NED)   | Trek Factory Racing          | 16 pts |
| 9è  | Davide Cimolai (ITA)     | Lampre-Merida                | 14 pts |
| 10è | Daniel Oss (ITA)         | BMC Racing Team              | 12 pts |
| 11è | Heinrich Haussler (AUS)  | IAM Cycling                  | 10 pts |
| 12è | Michael Albasini (ITA)   | Orica-GreenEDGE              | 8 pts  |
| 13è | Samuel Dumoulin (FRA)    | AG2R La Mondiale             | 6 pts  |
| 14è | Romain Feillu (FRA)      | Bretagne-Séché Environnement | 4 pts  |
| 15è | Greg Van Avermaet (BEL)  | BMC Racing Team              | 2 pts  |

### Colls i cotes
| 1r | Luis Ángel Maté (ESP) | Cofidis | 1 pt |

| 1r | Thomas Voeckler (FRA) | Team Europcar | 1 pt |

## Classificacions a la fi de l'etapa

### Classificació general
|    | Ciclista                    | Equip                   | Temps       |
| -- | --------------------------- | ----------------------- | ----------- |
| 1  | Vincenzo Nibali (ITA)       | Astana Qazaqstan Team   | 17h 07' 52" |
| 2  | Peter Sagan (SVK)           | Cannondale              | + 2"        |
| 3  | Michael Albasini (SUI)      | Orica-GreenEDGE         | + 2"        |
| 4  | Greg Van Avermaet (BEL)     | BMC Racing Team         | + 2"        |
| 5  | Alberto Contador (ESP)      | Team Tinkoff-Saxo       | + 2"        |
| 6  | Alejandro Valverde (ESP)    | Movistar Team           | + 2"        |
| 7  | Chris Froome (GBR)          | Team Sky                | + 2"        |
| 8  | Jurgen Van Den Broeck (BEL) | Lotto-Belisol           | + 2"        |
| 9  | Bauke Mollema (NED)         | Belkin Pro Cycling Team | + 2"        |
| 10 | Jakob Fuglsang (DEN)        | Astana Qazaqstan Team   | + 2"        |

### Classificació per punts
|    | Ciclista            | Equip         | Punts   |
| -- | ------------------- | ------------- | ------- |
| 1r | Peter Sagan (SVK)   | Cannondale    | 158 pts |
| 2n | Marcel Kittel (GER) | Giant-Shimano | 135 pts |
| 3r | Bryan Coquard (FRA) | Team Europcar | 121 pts |

### Classificació de la muntanya
|    | Ciclista            | Equip               | Punts |
| -- | ------------------- | ------------------- | ----- |
| 1r | Cyril Lemoine (FRA) | Cofidis             | 6 pts |
| 2n | Blel Kadri (FRA)    | AG2R La Mondiale    | 5 pts |
| 3r | Jens Voigt (GER)    | Trek Factory Racing | 4 pts |

### Classificació del millor jove
|    | Ciclista                 | Equip                   | Temps       |
| -- | ------------------------ | ----------------------- | ----------- |
| 1r | Peter Sagan (SVK)        | Cannondale              | 17h 07' 54" |
| 2n | Romain Bardet (FRA)      | AG2R La Mondiale        | m. t.       |
| 3r | Michał Kwiatkowski (POL) | Omega Pharma-Quick Step | m. t.       |

### Classificació per equips
|    | Equip                 | Temps       |
| -- | --------------------- | ----------- |
| 1r | Team Sky              | 51h 23' 42" |
| 2n | Astana Qazaqstan Team | + 12"       |
| 3r | BMC Racing Team       | + 14"       |

## Abandonaments
- Gregory Henderson (NZL) (Lotto-Belisol). Abandona per caiguda.
- Andy Schleck (LUX) (Trek Factory Racing). No surt.[2]